# Patinatge de velocitat als Jocs Olímpics d'Hivern de 1928 - 10.000 metres
Als Jocs Olímpics d'Hivern de 1928 celebrats a Sankt Moritz (Suïssa) es realitzà una prova de patinatge de velocitat sobre gel en una distància de 10.000 metres que formà part del programa oficial de patinatge de velocitat als Jocs Olímpics d'hivern de 1928. La competició se celebrà el 14 de febrer de 1928.

## Comitès participants
Hi participaren un total de 10 patinadors de 6 comitès nacionals diferents.
| - Àustria (2) - Estats Units (2) - Finlàndia (1) |  | - Lituània (1) - Noruega (3) - Suècia (1) |

## Resum de medalles
La competició fou cancel·lada abans de finalitzar les rondes de competició a causa de les males condicions meteorològiques del moment i del mal estat de la pista de gel.

## Resultats (parcials)
| Lloc | Patinador        | Temps   |
| ---- | ---------------- | ------- |
| 1    | Irving Jaffee    | 18:36.5 |
| 2    | Bernt Evensen    | 18:36.6 |
| 3    | Otto Polacsek    | 20:00.9 |
| 4    | Rudolf Riedl     | 20:21.5 |
| 5    | Kęstutis Bulota  | 20:22.2 |
| 6    | Armand Carlsen   | 20:56.1 |
| 7    | Valentine Bialas | 21:05.4 |
| –    | Roald Larsen     | NF      |
| –    | Gustaf Andersson | NP      |
| –    | Ossi Blomqvist   | NP      |